# Atractus balzani
Espèce
Atractus balzani est une espèce de serpents de la famille des Dipsadidae.

## Répartition
Cette espèce est endémique de Bolivie.

## Étymologie
Cette espèce est nommée en l'honneur du naturaliste et explorateur Louis Balzan (1865-1893).

## Publication originale
- Boulenger, 1898 : A list of the reptiles and batrachians collected by the late Prof. L. Balzan in Bolivia. Annali del Museo Civico di Storia Naturale di Genova, ser. 2, vol. 19, no 19, p. 128-133 (texte intégral).